# Ngòi Nhù
Ngòi Nhù là một phụ lưu cấp 1 ở bờ phải sông Thao, chảy ở các huyện Văn Bàn, Văn Yên và Bảo Thắng tỉnh Lào Cai, Việt Nam .
Bản "Danh mục lưu vực sông liên tỉnh" ghi tên sông là suối Nhu với mã sông "02 02 16" , còn "Danh mục địa danh dân cư" ghi là suối Nhù .
Ngòi Nhù theo dòng chính từ xã Sơn Thủy huyện Văn Bàn đến cửa ở sông Hồng dài cỡ 22 km. Do cách đặt tên mà dòng chính và nguồn cấp nước chính lại là phụ lưu của nó, là sông Minh Lương.
Trạm Thủy văn Ngòi Nhù đặt tại xã Sơn Thủy đảm trách quan trắc thủy văn của sông .

## Dòng chảy
Ngòi Nhù khởi nguồn từ hợp lưu các sông suối ở xã Sơn Thủy huyện Văn Bàn, chảy uốn lượn theo hướng tây bắc. Đến xã Văn Sơn sông đổi hướng đông bắc và từ đó nước đổ vào sông Hồng.
Nguồn cấp nước chính và chủ yếu của ngòi Nhù là sông Minh Lương, trong đó đoạn chảy ở xã Sơn Thủy có tên là suối Chăn, chảy đến bản Khe Chăn thì đổ vào ngòi Nhù.

## Các thủy điện
Các thủy điện được xây dựng hoặc dự kiến trong lưu vực sông, nhưng trên dòng chính chỉ mới có dự án quy hoạch .
- Thủy điện Minh Lương
- Thủy điện Suối Chăn 2
- Thủy điện Suối Chăn 1
- Thủy điện Nậm Khắt
- Thủy điện Nậm Xây Luông
- Thủy điện Nậm Xây Nọi

## Chỉ dẫn
1. ↑  Trong tiếng Việt thì "Ngòi" có nghĩa là sông, suối.
2. ↑  Dường như có lỗi đánh máy trong danh sách của Quyết định 1989/QĐ-TTg "Danh mục lưu vực sông liên tỉnh": các tên ngòi Chán và suối Nhu không tìm thấy trong các văn liệu khác. Tên đúng của chúng là Nậm Chăn và ngòi Nhù.